# Budzieniczy (rejon łohojski)
Budzieniczy (biał. Будзенічы; ros. Буденичи, Budieniczi) – wieś na Białorusi, w obwodzie mińskim, w rejonie łohojskim, w sielsowiecie Krajsk. W 2019 roku liczyła 1 mieszkańca.